# Zeffirino Ballardini
Zeffirino Ballardini (Temù, 12 novembre 1922 – Edolo, 10 novembre 1944) è stato un antifascista italiano.

## Biografia
Figlio di Lorenzo e di Menici Anna, e nipote del colonnello Raffaele Menici, dopo gli studi di ragioniere, era impiegato di banca dopo esser stato esentato dal servizio militare per problemi cardiaci. Entrò a far parte della 54ª Brigata Garibaldi comandata dallo zio operante nell'alta Valcamonica quale gregario nell'autunno del 1943.
Nel rastrellamento delle SS del 13 ottobre 1944 fu perquisita la sua abitazione e fu trovato in possesso di documenti comprovanti la sua attività. Venne arrestato e, con i familiari, incarcerato ad Edolo, processato e condannato a morte. La sera del 10 novembre venne fucilato e seppellito presso le scuole medie della frazione Mù.
Il padre venuto a conoscenza della morte del figlio morì per arresto cardiaco.
Solo dopo qualche mese il corpo fu riesumato e venne seppellito in cimitero.